# Liste de sociologues
Pour un article plus général, voir Sociologie.
Cet article recense les personnages les plus marquants de la sociologie y compris dans le cas où ils n'ont pas exercé ou n'exercent pas comme sociologues.
- Haut – A
- B
- C
- D
- E
- F
- G
- H
- I
- J
- K
- L
- M
- N
- O
- P
- Q
- R
- S
- T
- U
- V
- W
- X
- Y
- Z

## A
- Marc Abélès (1950-)  anthropologue français
- Ibrahim Abu-Lughod (1929-2001) sociologue palestinien
- Janet Abu-Lughod (1928-2013) sociologue américaine
- Alain Accardo (-) sociologue français
- Jane Addams (1860 - 1935) travailleuse social et réformatrice américaine
- Theodor Adorno (1903 - 1969) sociologue allemand de l'École de Francfort
- Jeffrey C. Alexander sociologue américain
- Norbert Alter sociologue français
- Louis Althusser (1918 - 1990) philosophe et sociologue français
- Nels Anderson sociologue américain de l'École de Chicago
- Aaron Antonovsky sociologue américain et israélien
- Pierre Ansart (1922-2016) sociologue français
- Margaret Archer (-) sociologue britannique
- Hannah Arendt (1906 - 1975) philosophe politique allemande
- Pino Arlacchi (1951 -) sociologue italien
- Giovanni Boccia Artieri (1967 -) sociologue italien
- Johan Asplund (1937) sociologue suédois
- Raymond Aron (1905 - 1983) philosophe et sociologue français
- Vilhelm Aubert (1922 - 1988) sociologue norvégien
- François Ascher (1946-2009) sociologue (étude des villes et concentrations humaines)

- Haut – A
- B
- C
- D
- E
- F
- G
- H
- I
- J
- K
- L
- M
- N
- O
- P
- Q
- R
- S
- T
- U
- V
- W
- X
- Y
- Z

## B
- Leïla Babes (-) sociologue française
- Hachemi Baccouche (1916-2008) sociologue tunisien
- Bertrand Badie (né en 1950) sociologue français
- Jean Baechler (né en 1937) sociologue français
- Georges Balandier (1920-2016) sociologue français
- Robert Bales (1916-2004) psychosociologue américain (dynamique de groupe, interactions)
- René Barbier (1939-2017) sociologue français
- Roger Bastide (1898-1974) sociologue français
- Gregory Bateson (1904 - 1980) cybernéticien britannique et américain
- Jean Baubérot (né en 1941) sociologue français
- Christian Baudelot (1938-) sociologue français
- Jean Baudrillard (1929 - 2007) sociologue français
- Zygmunt Bauman (1925-2017) sociologue britannique
- Peter Bearman (1956 -) sociologue américain
- Ulrich Beck (1944-2015) sociologue allemand
- Howard S. Becker (1928 -) sociologue américain
- Daniel Bell (1919-2011) sociologue américain
- Robert N. Bellah (1927 - 2013) sociologue américain
- Walter Benjamin (1892 - 1940) philosophe allemand
- Peter L. Berger (1929-2017) sociologue autrichien et américain
- Bertrand Bergier (1960-) sociologue français
- Henri Bergson (1859 - 1941) philosophe français
- Philippe Bernoux (-) sociologue français
- Jean-Michel Berthelot (1945-2006) sociologue français
- Georges Bertin (né en 1948) sociologue français
- Alain Bihr (né en 1950) sociologue français
- Danielle Bleitrach (1938 -) sociologue française
- Herbert Blumer (1900 - 1987) sociologue américain
- Pietro Boccia (1944 -) sociologue italien
- Marcel Boll (1886-1971) sociologue français
- Marcel Bolle De Bal (1930 -) sociologue belge
- Luc Boltanski (1940 -) sociologue français
- Jean-Pierre Bonafé-Schmitt (1949 -) sociologue français
- Joëlle Bordet (1953 -) sociologue française
- Carlo Bordoni (1946 -) sociologue italien
- Ester Boserup (1910 - 1999) économiste danoise (Gender Studies, development paradigms)
- Saïd Bouamama (1958 -) sociologue franco-algérien de l'immigration et des dominations
- Gérard Bouchard (1943 -) sociologue québécois
- Errol Bouchette (1862-1912) sociologue québécois
- Raymond Boudon (1934 -2013) sociologue français
- Célestin Bouglé (1870-1940) sociologue français
- Dominique Boullier (1954 -) sociologue français
- Sam Bourcier (1963 -) sociologue français
- Jean Bourdeau (1848-1928) sociologue français
- Pierre Bourdieu (1930 - 2002) sociologue français
- François Bourricaud (1922-1991) sociologue français
- Gaston Bouthoul (1896-1980) sociologue français
- Alban Bouvier (-) sociologue français
- John Boyd[Lequel ?] (-) chercheur américain sur les réseaux sociaux
- Philippe Braud (1941 -) sociologue français
- Jean-Paul Brodeur (1944-2010) sociologue québécois
- Janine Brouard (1941 -) sociologue française
- Angelo Brucculeri (1879-1969) sociologue italien
- Milly Buonanno (-) sociologue italienne
- Ernest Burgess (1886 - 1966) sociologue canadien
- Ronald S. Burt (1949 -) chercheur américain sur les réseaux sociaux
- Judith Butler (1956 -) philosophe américaine et théoricienne du genre
- Martin Bútora (1944 -) sociologue slovaque

- Haut – A
- B
- C
- D
- E
- F
- G
- H
- I
- J
- K
- L
- M
- N
- O
- P
- Q
- R
- S
- T
- U
- V
- W
- X
- Y
- Z

## C
- Alain Caillé (1944 -) sociologue et économiste français
- Roger Caillois (-) sociologue français
- Michel Callon (-) sociologue français
- Riccardo Campa (1967 -) sociologue italien
- Fernando Henrique Cardoso (1931) sociologue et homme politique brésilien
- Olivier Carré (-) sociologue français
- Kathleen Carley sociologue américaine (Carnegie Mellon University) qui travaille sur les réseaux sociaux
- Antonio Caso (1883 - 1946) sociologue mexicain
- Robert Castel (1933 - 2013) sociologue français
- Manuel Castells (1942) sociologue et urbaniste espagnol
- Cornelius Castoriadis (1922 - 1997) philosophe, économiste et psychanalyste grec
- Giovanni Cattanei (-) sociologue italien
- Jean Cazeneuve (-) sociologue français
- Laurent Chambon (-) sociologue français
- Jean-Claude Chamboredon (1938 - 2020) sociologue français
- Patrick Champagne (1945 -) sociologue français
- Jean-Michel Chapoulie (1960) sociologue français
- Daniel Chartier (-) sociologue québécois
- Francis Chateauraynaud (-) sociologue français
- Louis Chauvel (1967 -) sociologue français
- Jean-Charles Chebat (-) sociologue québécois
- Jacek Cichocki (-) sociologue polonais
- Aaron Cicourel (1929) sociologue américain
- Nancy Chodorow (1944) sociologue américaine, psychanalyste, spécialisée dans les études de genre
- Paul-Henry Chombart de Lauwe (1913 - 1998) sociologue français
- Michel Clouscard (-) sociologue français
- Alain Cognard (-) sociologue canadien
- James S. Coleman (1926 - 1995) sociologue américain
- Philippe Combessie (-) sociologue français
- Auguste Comte (1798 - 1857) philosophe français, fondateur du positivisme et précurseur de la sociologie
- Rosa Conde Guetiérrez del Álamo (1947 -) sociologue et femme politique espagnole
- Nicolas de Condorcet (-) sociologue français
- Charles Cooley (1864 - 1929) sociologue américain
- Philippe Corcuff (1960 -) sociologue français
- Lewis Alfred Coser (1913 - 2003) sociologue américain
- Guy Coulombe (-) sociologue québécois
- Jean-Yves Cozan (-) sociologue français
- Michel Crozier (1922- 2013) sociologue français
- François Cusset (-) sociologue français
- Maurice Cusson (-) sociologue québécois

- Haut – A
- B
- C
- D
- E
- F
- G
- H
- I
- J
- K
- L
- M
- N
- O
- P
- Q
- R
- S
- T
- U
- V
- W
- X
- Y
- Z

## D
- Hamid Dabashi critique culturel et historien américain et iranien
- Robert Dahl (1915) chercheur en science politique américain
- Ralf Gustav Dahrendorf (1929) sociologue et homme politique allemand et britannique
- Mario d'Angelo (1954 -) sociologue français
- Peter Davis (-) sociologue néo-zélandais
- Daniel Defert (-) sociologue français
- Alain Degenne (-) sociologue français
- Catherine Delcroix (-) sociologue française
- Christine Delphy (1941-) sociologue française
- Giuseppe De Rita (-) sociologue italien
- Henri Desroche (1914-1994) sociologue et philosophe français
- Alain Desrosières (-) sociologue français
- Ilvo Diamanti (-) sociologue italien
- Gérard Dion (-) sociologue québécois
- Kazimierz Dobrowolski (-) sociologue polonais
- Jacques Dofny (-) sociologue québécois
- Danilo Dolci (-) sociologue italien
- John Dollard (-) sociologue américain
- G. William Domhoff sociologue américain
- Pierpaolo Donati (-) sociologue italien
- Jacques Donzelot (1943-) sociologue français
- Jean Dorion (-) sociologue québécois
- Claude Dubar (1945 -) sociologue français
- François Dubet (1946 -) sociologue français
- William Edward Burghardt Du Bois (1868 - 1963) sociologue, historien et militant pour les droits civiques américain
- Denis Duclos(1947 -) sociologue et anthropologue français
- Serge Dufoulon (-) sociologue et ethnologue français
- Marie-Anne Dujarier (-) sociologue française
- Jean Duhaime (-) sociologue québécois
- Alfred Dumais (-) sociologue québécois
- Joffre Dumazedier (1915 - 2002) sociologue français
- Fernand Dumont (1927-1997) sociologue, écrivain et philosophe québécois
- René Dumont (-) sociologue français
- Gilbert Durand (1921 - 2012) sociologue français
- Pascal Duret (-) sociologue français
- Émile Durkheim (1858 - 1917) sociologue français
- Marie Duru-Bellat (1950 -) sociologue française
- Jean Duvignaud (1921- 2007) sociologue français

- Haut – A
- B
- C
- D
- E
- F
- G
- H
- I
- J
- K
- L
- M
- N
- O
- P
- Q
- R
- S
- T
- U
- V
- W
- X
- Y
- Z

## E
- Elodie Edwards-Grossi (1990-) sociologue française
- Alain Ehrenberg (1950-) sociologue français
- Norbert Elias (1897 - 1990) sociologue allemand
- Jacques Ellul (1912-1994) sociologue français
- Friedrich Engels (1820 - 1895) philosophe socialiste allemand
- Sabine Erbès-Seguin (-) sociologue française
- Alfred Espinas (1844 - 1922) sociologue français
- Eugène Enriquez (1931-) sociologue français
- Gøsta Esping-Andersen (1947 -) sociologue danois
- Roger Establet (1938-) sociologue français
- Maryse Esterle-Hedibel (1951-) sociologue française
- Bruno Étienne (1937-2009) sociologue français
- Amitai Etzioni (1929 -) sociologue américain

- Haut – A
- B
- C
- D
- E
- F
- G
- H
- I
- J
- K
- L
- M
- N
- O
- P
- Q
- R
- S
- T
- U
- V
- W
- X
- Y
- Z

## F
- Jean-Louis Fabiani (1951-) sociologue français
- Joseph Facal (1961-) sociologue québécois
- Jean-Charles Falardeau (1914-1989) sociologue québécois
- Enzo Faletto (1935 - 2003) sociologue chilien (sociologue du développement)
- Paul Fauconnet (1874 - 1938) sociologue français
- Susan J. Ferguson (1962-) sociologue américaine
- Franco Ferrarotti (1926-) sociologue italien
- Claude Fischler (1947-) sociologue français
- Patrice Flichy (1945-) sociologue français
- Rodolfo Fogwill (1941 -) sociologue et nouvelliste argentin
- Gérald Fortin (1929-1997) sociologue québécois
- Michel Forsé (1954 -) sociologue français
- Robert Fossaert (1927 -) sociologue et économiste français
- Michel Foucault (1926 - 1984) philosophe français
- Charles Fourier (1772 - 1837) philosophe français, précurseur de la sociologie
- Edward Franklin Frazier (1894-1962) sociologue américain
- Andre Gunder Frank (1929 - 2005) sociologue et historien de l'économie allemand
- Michel Freitag (né en 1935) sociologue québécois
- Julien Freund (1921-1993) sociologue français
- Hans Freyer (1887 - 1969) sociologue et philosophe allemand
- Gilberto Freyre (1900 - 1987) sociologue brésilien
- Erhard Friedberg (1942-) sociologue français
- Georges Friedmann (1902 - 1977) sociologue français
- Bernard Friot (sociologue) (1946-) sociologue français
- Erich Fromm (1900 - 1980) psychologue allemand et américain
- Théophile Funck-Brentano (1830-1906) sociologue français

- Haut – A
- B
- C
- D
- E
- F
- G
- H
- I
- J
- K
- L
- M
- N
- O
- P
- Q
- R
- S
- T
- U
- V
- W
- X
- Y
- Z

## G
- Olivier Galland (-) sociologue français
- Siri Gamage (-) sociologue et anthropologue sri-lankais
- Harold Garfinkel (1917-2011) Professeur émérite en sociologie à la Harvard University
- Françoise Gaspard (-) sociologue française
- Marcel Gauchet (-) sociologue français
- Vincent de Gaulejac (-) sociologue français
- Anthony Giddens (1938) sociologue britannique
- Arnold Gehlen (1904 - 1976) philosophe et sociologue allemand
- Grażyna Gęsicka (-) sociologue polonais
- Vincent Geisser (-) sociologue français
- Ernest Gellner (1925 - 1995) philosophe et anthropologue sociale
- Léon Gérin (-) sociologue québécois
- Louis Gernet (-) sociologue français
- Corrado Gini (1884 - 1965) sociologue et statisticien italien
- Edmond Goblot (-) sociologue français
- Julio Godio (1939 -) sociologue argentin
- Lucien Goldmann (-) sociologue français
- Nilüfer Göle (1953 -) sociologue turque
- Ermanno Gorrieri (-) sociologue italien
- Jacques Grand'Maison (-) sociologue québécois
- Marcel Granet (-) sociologue français
- Mark Granovetter (-) chercheur américain sur les réseaux sociaux
- Isabelle Grellier (-) sociologue française
- Max Gluckman (1911 - 1975) anthropologue social britannique et sud-africain
- John Goldthorpe (1935) sociologue britannique
- Erving Goffman (1922 - 1982) sociologue interactioniste américain
- Antonio Gramsci (1891 - 1937) philosophe marxiste italien
- Mark Granovetter sociologue américain
- Ramón Grosfoguel (1956 -) sociologue portoricain (postcolonialisme)
- Michel Grossetti (1957 -) sociologue français
- Charles Gueboguo (1979 -) sociologue camerounais
- Ludwig Gumplowicz (1838 - 1909) historien et juriste austro-hongrois
- Colette Guillaumin (-) sociologue française
- Georges Gurvitch (1894 - 1965) sociologue français

- Haut – A
- B
- C
- D
- E
- F
- G
- H
- I
- J
- K
- L
- M
- N
- O
- P
- Q
- R
- S
- T
- U
- V
- W
- X
- Y
- Z

## H
- Jürgen Habermas (1929) théoricien allemand
- Maurice Halbwachs (1877 - 1945) philosophe et sociologue français
- Stuart Hall (1932) sociologue britannique (cultural studies)
- Sari Hanafi (-) sociologue français
- David Harvey (1935) géographe  britannique
- Fernand Harvey (-) sociologue québécois
- Georg F. Hegel (1770 - 1831) philosophe allemand
- Nathalie Heinich (1955 -) sociologue française
- Ágnes Heller (1929 -) sociologue hongroise
- Antoine Hennion (1952 -) sociologue français
- François Héran (1953 -) sociologue français
- Aleksander Hertz (-) sociologue polonais
- Bertrand Hervieu (1948 -) sociologue français
- Rémi Hess (-) sociologue français
- Richard Hoggart (1918) sociologue britannique à la Birmingham School, culture studies
- Susanne Holmström (1947) sociologue danoise
- George C. Homans (1910 - 1989) sociologue américain de la connaissance
- Axel Honneth (1949) sociologue allemand
- Max Horkheimer (1895 - 1973) philosophe et sociologue allemand de l'École de Francfort
- James Hughes (1961 -) sociologue américain
- Everett Hughes sociologue américain
- Patrick Hunout sociologue et psychologue social belge (cultural studies)

- Haut – A
- B
- C
- D
- E
- F
- G
- H
- I
- J
- K
- L
- M
- N
- O
- P
- Q
- R
- S
- T
- U
- V
- W
- X
- Y
- Z

## I
- Philippe d'Iribarne (1937-) sociologue français
- Ibn Khaldun (1332 - 1406) historien Nord Africain, historiographe, sociologie et économiste
- Massimo Introvigne (-) sociologue italien

- Haut – A
- B
- C
- D
- E
- F
- G
- H
- I
- J
- K
- L
- M
- N
- O
- P
- Q
- R
- S
- T
- U
- V
- W
- X
- Y
- Z

## J
- Morris Janowitz (1919 - 1988) - sociologue américain
- Paolo Jedlowski (-) sociologue italien
- Henri Joly (1839-1925) sociologue français
- Rebecca Jordan-Young (1963-), sociologue de la médecine américaine
- Isaac Joseph (1943-2004) sociologue français
- Alain Joxe (1931-) sociologue de la guerre français
- Danielle Juteau (-) sociologue québécoise

- Haut – A
- B
- C
- D
- E
- F
- G
- H
- I
- J
- K
- L
- M
- N
- O
- P
- Q
- R
- S
- T
- U
- V
- W
- X
- Y
- Z

## K
- Bruno Karsenti (-) sociologue français
- Jean-Claude Kaufmann (-) sociologue français
- Nitasha Kaul (-) sociologue indienne
- Elihu Katz sociologue américain
- Jack Katz, sociologue américain
- Vytautas Kavolis (1930 - 1996) sociologue, critique littéraire et historien lituanien
- Clifford Kirkpatrick (1898-1971) sociologue américain
- Farhad Khosrokhavar (-) sociologue franco-iranien
- Antonina Kłoskowska (1919 – 2001) sociologue polonaise
- Humphry Knipe (1941 -) sociologue sud-africain et américain
- Karin Knorr Cetina (1944) sociologue autrichienne
- Lena Kolarska-Bobińska (1947 -) sociologue polonaise
- René König sociologue allemand
- Andreï Korotaïev (1961 -) sociologue, historien et économiste russe
- Maksim Kovalevsky (1851-1916) juriste et sociologue russe
- Zdzisław Krasnodębski (-) sociologue polonais
- Alfred L. Kroeber (1876–1960) anthropologue américain
- Pierre Kropotkine (1842 - 1921) penseur anarchiste russe
- Thomas S. Kuhn (1922 - 1996) théoricien des sciences américain
- Józef Kupny (-) sociologue polonais

- Haut – A
- B
- C
- D
- E
- F
- G
- H
- I
- J
- K
- L
- M
- N
- O
- P
- Q
- R
- S
- T
- U
- V
- W
- X
- Y
- Z

## L
- William Labov (1927) sociolinguisticien et dialectologue américain
- Ernesto Laclau sociologue argentin
- Jean-François Laé (-) sociologue français
- Hugues Lagrange (1951 -) sociologue français
- Bernard Lahire sociologue français
- Michel Lallement (-) sociologue français
- Alain Lancelot (-) sociologue français
- Georges Lapassade (-) sociologue français
- Didier Lapeyronnie (-) sociologue français
- Robert Laplante (-) sociologue québécois
- Pierre Lascoumes (-) sociologue français
- Harold Laski (-) sociologue américain
- Bruno Latour (1947 -) sociologue français de la science
- Siu-Kai Lau (1947 -) sociologue de Hong Kong
- Marc Lazar (-) sociologue français
- Jacques Lazure (-) sociologue québécois
- Maurizio Lazzarato (-) sociologue français
- Paul F. Lazarsfeld (1901 - 1976) sociologue américain et autrichien
- Gustave Le Bon (1841 - 1931) psychologue social français
- Ronan Le Coadic (-) sociologue français
- Raymond Ledrut (1919 - 1987) sociologue français
- Pierre Guillaume Frédéric Le Play (-) sociologue français
- Henri Lefebvre (1901 - 1991) philosophe français marxiste
- Martine Lefeuvre-Déotte (-) sociologue française
- Georges-Henri Lévesque (1903 - 2000) sociologue québécois
- Jean-Marc Leveratto (1953 -) sociologue français
- André Levesque (-) sociologue français
- Claude Lévi-Strauss (1908-2009) anthropologue français
- Lucien Lévy-Bruhl (1857 - 1939) philosophe sociologue français et ethnographe
- André Lichtenberger (-) sociologue français
- Danièle Linhart (1947) - sociologue française
- Robert Linhart (-) sociologue français
- Raphaël Liogier (-) sociologue français
- Seymour Martin Lipset (1922) sociologue américain comparatiste
- Michel Liu (-) sociologue français
- Jean-Louis Loubet del Bayle (-) sociologue français
- René Lourau (1933- 2000) sociologue français
- Thomas Luckmann (1927) sociologue allemand
- Niklas Luhmann (1927 - 1998) sociologue allemand théorie des systèmes
- Rosa Luxemburg (1870 - 1919) théoricienne socialiste allemande

- Haut – A
- B
- C
- D
- E
- F
- G
- H
- I
- J
- K
- L
- M
- N
- O
- P
- Q
- R
- S
- T
- U
- V
- W
- X
- Y
- Z

## M
- Bronislaw Malinowski (1884 - 1942) anthropologue polonais
- Thomas Malthus (1766 - 1834) démographe britannique
- Michel Maffesoli (-) sociologue français
- Karl Mannheim (1893 - 1947) sociologue allemand
- Christian Marazzi (-) sociologue français
- Herbert Marcuse (1898 - 1979) philosophe et sociologue américain d'origine allemande (École de Francfort)
- Maryse Marpsat (-) sociologue française
- Alfred von Martin (1882-1979) sociologue  allemand
- Olivier Martin (-) sociologue français
- Harriet Martineau (1802 - 1876) écrivaine britannique (1re femme sociologue ?)
- Vladimir Martynenko (né en 1957), sociologue, politologue et économiste russe.
- Karl Marx (1818 - 1883) philosophe et sociologue socialiste allemand
- Tomáš Masaryk (1850 - 1937) sociologue tchécoslovaque
- Douglas Massey sociologue américain
- Éric Maurin (-) sociologue français
- Marcel Mauss (1872 - 1950) sociologue français
- Nonna Mayer (-) sociologue française
- George Herbert Mead (1863 - 1931) philosophe et psychologue social américain
- Margaret Mead (1901 - 1978) anthropologue culturel américaine
- Henri Mendras (1927 - 2003) sociologue français
- Georges Menahem (-) sociologue français
- Gérard Mendel (-) sociologue français
- Marcel Merle (-) sociologue français
- Pierre Merle (-) sociologue français
- Fatima Mernissi (1940-2015) sociologue marocaine
- Robert K. Merton (1910 - 2003) sociologue américain
- Robert Michels (1876 - 1936) sociologue de la politique allemand
- C. Wright Mills (1916 - 1962) sociologue américain
- Esdras Minville (-) sociologue québécois
- Jean-Louis Missika (-) sociologue français
- Munesuke Mita (1937 -) sociologue japonais
- Jules Monnerot (1909 - 1995) sociologue français
- Christian de Montlibert (-) sociologue français
- Ana Silvia Monzón (1960-) sociologue guatémaltèque féministe
- Edgar Morin (1921 -) sociologue français
- Léo Moulin (1906 - 1996) sociologue belge
- António Miguel de Morais Barreto (1942 -) sociologue portugais
- Liane Mozère (-) sociologue française
- Laurent Mucchielli (1968 -) sociologue français
- Numa Murard (-) sociologue français
- Charles Murray (1943) sociologue américain
- Paul Mus (1902 - 1969) sociologue français
- Christine Musselin (1958 -) sociologue française
- Denis Muzet (-) sociologue français

- Haut – A
- B
- C
- D
- E
- F
- G
- H
- I
- J
- K
- L
- M
- N
- O
- P
- Q
- R
- S
- T
- U
- V
- W
- X
- Y
- Z

## N
- Pierre Naville (1904-1993) sociologue français
- Oswald von Nell-Breuning (1890 - 1991) théologien catholique, sociologue et réformateur allemand
- Alondra Nelson (1968-) sociologue américaine
- Otto Neurath (1882 - 1945) sociologue et chercheur en économie politique autrichien
- Erik Neveu (1952 -) sociologue français
- François de Negroni (1945-) sociologue français
- Robert Nisbet (1913 - 1996) sociologue américain
- Gérard Noiriel (1950 -) historien français
- Helga Nowotny sociologue autrichienne

- Haut – A
- B
- C
- D
- E
- F
- G
- H
- I
- J
- K
- L
- M
- N
- O
- P
- Q
- R
- S
- T
- U
- V
- W
- X
- Y
- Z

## O
- Claus Offe (1940 -) sociologue allemand
- Albert Ogien (-) sociologue français
- Jan Olbrycht (-) sociologue polonais
- Joaquim Pedro de Oliveira Martins (1845 - 1894) sociologue portugais
- Jean-Pierre Olivier de Sardan anthropologue français et nigérien
- Mancur Olson (1932 - 1998) économiste et sociologue américain
- Franz Oppenheimer (1864 - 1943) sociologue et économiste politique allemand
- Hossein Oreizi (1906-1991) sociologue iranien
- Maria Ossowska (1896 - 1974) sociologue polonaise
- Stanisław Ossowski (1897 - 1963) sociologue polonais
- Ottiero Ottieri (-) sociologue italien
- Robert Owen (1771 - 1858) socialiste réformateur britannique

- Haut – A
- B
- C
- D
- E
- F
- G
- H
- I
- J
- K
- L
- M
- N
- O
- P
- Q
- R
- S
- T
- U
- V
- W
- X
- Y
- Z

## P
- Catherine Paradeise (1946) sociologue française
- Vilfredo Pareto (1848 - 1923) économiste et sociologue italien
- Robert E. Park (1864 - 1944) sociologue américain
- Talcott Parsons (1902 - 1979) sociologue américain fonctionnaliste
- Jean-Claude Passeron (1930-) sociologue français
- Serge Paugam (-) sociologue français
- Karl Pearson (1857 - 1936) statisticien britannique
- Jean Peneff (-) sociologue français
- Maria Isaura Pereira de Queiróz (-) sociologue brésilienne
- Henri Peretz (-) sociologue français
- Martyne Perrot (-) sociologue française
- Alain Pessin (-) sociologue français
- Jean-Yves Petiteau (1942 - 2015) sociologue français
- Roland Pfefferkorn (-) sociologue français
- Jean Piaget (1896 – 1980) psychologue du développement suisse
- Maurice Pinard (-) sociologue québécois
- Michel Pinçon (-) sociologue français
- Monique Pinçon-Charlot (-) sociologue française
- Roberto Pinotti (-) sociologue italien
- Jean-Marc Piotte (-) sociologue québécois
- Guy Poitevin (-) sociologue français
- Valerio Pocar (-) sociologue italien
- Karl Polanyi (1886 – 1964) économiste hongrois
- Alain Policar (-) sociologue français
- Jean Pierre Poulain (1956 -) sociologue français
- Louis Porcher (-) sociologue français
- Karl Popper (1902 - 1994) philosophe des sciences, épistémologue
- Juan Carlos Portantiero (1934 - 2007) sociologue argentin
- Nicos Poulantzas (1936 - 1979) sociologue grec
- Gérard Prémel (-) sociologue français
- Jože Pučnik (-), sociologue slovène
- Robert Putnam (1941) sociologue et politologue américain
- Pierre-Joseph Proudhon (1809 - 1865) socialiste et philosophe anarchiste français

- Haut – A
- B
- C
- D
- E
- F
- G
- H
- I
- J
- K
- L
- M
- N
- O
- P
- Q
- R
- S
- T
- U
- V
- W
- X
- Y
- Z

## Q
- Anne Querrien (-) sociologue française

- Haut – A
- B
- C
- D
- E
- F
- G
- H
- I
- J
- K
- L
- M
- N
- O
- P
- Q
- R
- S
- T
- U
- V
- W
- X
- Y
- Z

## R
- Nuno Rarrye (1929-1996) sociologue et économiste argentin
- Alfred Reginald Radcliffe-Brown (1881–1955) anthropologue social britannique
- Jean-Bruno Renard (-) sociologue français
- Jean-Daniel Reynaud (-) sociologue français
- Charles Richet (-) sociologue français
- Marcel Rioux (-) sociologue québécois
- George Ritzer (1940) sociologue américain
- Philippe Robert (-) sociologue français
- Marcel Robin (1924-2010) sociologue français
- Régine Robin (-) sociologue québécoise
- Robert Rochefort (-) sociologue français
- Guy Rocher (-) sociologue québécois
- Eugen Rosenstock-Huessy (1888 - 1973) philosophe social allemand
- Cécile Rouleau (-) sociologue québécoise
- Louis Roussel (1921-2011), sociologue de la famille français
- Dimitrij Rupel (-), sociologue slovène
- Pippo Russo (-) sociologue italien

- Haut – A
- B
- C
- D
- E
- F
- G
- H
- I
- J
- K
- L
- M
- N
- O
- P
- Q
- R
- S
- T
- U
- V
- W
- X
- Y
- Z

## S
- Emmanuelle Saada (-) sociologue et historienne française
- Jean-François Sabouret (-) sociologue français
- Harvey Sacks (1975) sociologue américain ethnométhodologie
- Renaud Sainsaulieu (1935-2002) sociologue français
- Henri de Saint-Simon (1760 - 1825) philosophe et penseur du social français
- Moisés Espírito Santo (1934 -) sociologue portugais
- Pierre Sansot (-) sociologue français
- Saskia Sassen (1949) sociologue américaine
- Ferdinand de Saussure (1857 - 1913) linguiste suisse (structuralisme)
- Alfred Sauvy (-) sociologue français
- Frédéric Sawicki (-) sociologue français
- Abdelmalek Sayad (-) sociologue français
- Helmut Schelsky (1912 - 1984) sociologue allemand
- Dominique Schnapper (-) sociologue français
- Michael Schwartz (-) chercheur américain sur les réseaux sociaux
- Olivier Schwartz (-) sociologue français, sociologie du travail, monde ouvrier, méthodes qualitatives
- Joseph Alois Schumpeter (1883 – 1950) économiste autrichien
- Alfred Schütz (1899 - 1959) philosophe et sociologue autrichien (phénoménologie)
- Paul Sebag (1919-2004) sociologue et historien français
- Normand Séguin (-) sociologue québécois
- Richard Sennett (1943) sociologue américain et figure publique
- Martine Segalen (-) sociologue française
- Denis Segrestin () sociologue français
- Ali Shariati (1933 - 1977) sociologue iranien
- Rafif Sidaoui (-) sociologue libanais
- André Siegfried (-) sociologue français
- Sławomir Sierakowski (-) sociologue polonais
- Jean-Jacques Simard (-) sociologue québécois
- François Simiand (-) sociologue français
- Georg Simmel (1858 - 1918) sociologue allemand
- Patrick Simon (-) sociologue français
- François de Singly (1948 -) sociologue français
- Boaventura de Sousa Santos (1940 -) sociologue portugais
- Régine Sirota (-) sociologue française
- Ulbo de Sitter (1930-2010) sociologue néerlandais
- Albion Woodbury Small (1854 - 1926) sociologue américain, 1er Dépt. de Sociologie
- Adam Smith (1723 - 1790) économiste et philosophe britannique
- Dorothy E. Smith (1926) sociologue britannique et théoricienne des genres
- Werner Sombart (1863 - 1941) économiste et sociologue allemand
- Georges Sorel (-) sociologue français
- Pitirim Sorokin (1889 - 1968) sociologue russe
- Herbert Spencer (1820 - 1903) philosophe britannique
- Oswald Spengler (1880 - 1936) philosophe  allemand
- Dan Sperber (-) sociologue français
- Paweł Śpiewak (-) sociologue polonais
- Damianákos Státhis (1939-2003) sociologue grec
- Jean Stoetzel (1910 - 1987) sociologue français
- Benjamin Stora (-) sociologue français
- Anselm L. Strauss (1916 - 1996) sociologue américain santé, méthodes qualitatives
- William Graham Sumner (1840 - 1910) sociologue américain
- Edwin Sutherland (1893 - 1950) criminologue américain
- Jan Szczepański (1913 - 2004), sociologue polonais

- Haut – A
- B
- C
- D
- E
- F
- G
- H
- I
- J
- K
- L
- M
- N
- O
- P
- Q
- R
- S
- T
- U
- V
- W
- X
- Y
- Z

## T
- Pierre-André Taguieff (-) sociologue français
- Yasuma Takada (1883 - 1972) sociologue japonais
- Gabriel Tarde (1843 - 1904) philosophe et sociologue français
- Irène Théry (1952-) sociologue française
- Germaine Tillion (1907-2008) sociologue française
- W. I. Thomas (1863 - 1947) psychologue social américain
- Alexis de Tocqueville (1805 - 1859) philosophe politique français et précurseur de la sociologie
- Dinko Tomašić (1902-1975) sociologue croate
- Ferdinand Tönnies (1855 - 1936) sociologue allemand
- Emmanuel Todd (1951-) sociologue français
- Christian Topalov (-), sociologue français
- Maria Teresa Torti (-) sociologue italienne
- Alain Touraine (1925 -) sociologue français
- Jean-Marie Tremblay (1948-) sociologue québécois
- Marc-Adélard Tremblay (-) sociologue québécois
- Renato Treves (1907 -) sociologue italien
- Shmuel Trigano (-) sociologue français des religions
- France Winddance Twine (1960 -) sociologue américaine et ethnographe

- Haut – A
- B
- C
- D
- E
- F
- G
- H
- I
- J
- K
- L
- M
- N
- O
- P
- Q
- R
- S
- T
- U
- V
- W
- X
- Y
- Z

## U
- Alexander Ulfig (1962 -) sociologue allemand

- Haut – A
- B
- C
- D
- E
- F
- G
- H
- I
- J
- K
- L
- M
- N
- O
- P
- Q
- R
- S
- T
- U
- V
- W
- X
- Y
- Z

## V
- Luc Van Campenhoudt (1947 -) sociologue belge
- Thorstein Veblen (1857 - 1929) économiste et sociologue américain
- Calvin Veltman (1941) sociologue américain, démographe et sociolinguiste (Université du Québec à Montréal)
- Martin Veillette (-) sociologue québécois
- Nildo Viana (1965) sociologue brésilien et philosophe
- Jean Viard (-) sociologue français
- Louis René Villermé (-) sociologue français
- Dominique Vinck (1959 -) sociologue belge

- Haut – A
- B
- C
- D
- E
- F
- G
- H
- I
- J
- K
- L
- M
- N
- O
- P
- Q
- R
- S
- T
- U
- V
- W
- X
- Y
- Z

## W
- Loïc Wacquant sociologue français
- Immanuel Wallerstein (1930) sociologue américain et historien
- William Lloyd Warner (1898-1970) sociologue américain
- Duncan Watts (-) chercheur américain sur les réseaux sociaux
- Peter Wagner sociologue allemand
- Lester Frank Ward (1841 - 1913) sociologue américain
- Beatrice Webb (1858 - 1943) économiste et militante socialiste britannique
- Sidney Webb (1859 - 1947) économiste et militant socialiste britannique
- Alfred Weber (1868 - 1958) sociologue allemand
- Florence Weber (-) sociologue et ethnologue français
- Max Weber (1864 - 1920) sociologue allemand
- Barry Wellman (-) chercheur américain sur les réseaux sociaux
- Daniel Welzer-Lang (-) sociologue français
- Edward Westermarck (1862 - 1939) sociologue et philosophe finlandais
- Harrison White sociologue américain
- William Foote Whyte, sociologue américain (Street Corner Society)
- William H. Whyte (1917 - 1999) sociologue américain, journaliste et observateur
- Michel Wieviorka (1946-) sociologue français
- Catherine Wihtol de Wenden (-) sociologue française
- Dessima Williams (-) sociologue grenadienne
- Raymond Williams (1921 - 1988) écrivain britannique (Cultural Studies)
- Bryan Wilson (1926 - 2004), sociologue britannique
- William Julius Wilson (1935) sociologue américain
- Yves Winkin (1953 -) sociologue français
- Louis Wirth (1897 - 1952) sociologue américain
- Edmund Wnuk-Lipiński (1944 -) sociologue polonais
- Mary Wollstonecraft (1759 - 1797) philosophe et femme de lettres britannique (féminisme)
- Dominique Wolton (1947 -) sociologue français
- Jean-Pierre Worms sociologue français
- Erik Olin Wright sociologue américain

- Haut – A
- B
- C
- D
- E
- F
- G
- H
- I
- J
- K
- L
- M
- N
- O
- P
- Q
- R
- S
- T
- U
- V
- W
- X
- Y
- Z

## X
- Fei Xiaotong (1910 - 2005) sociologue et anthropologue chinois
- Yu Xie professeur de sociologie et statistiques américain (Université du Michigan)

- Haut – A
- B
- C
- D
- E
- F
- G
- H
- I
- J
- K
- L
- M
- N
- O
- P
- Q
- R
- S
- T
- U
- V
- W
- X
- Y
- Z

## Y
- Andrée Yanacopoulo (1927-) sociologue québécois
- Paul Yonnet (1948-2011) sociologue français

- Haut – A
- B
- C
- D
- E
- F
- G
- H
- I
- J
- K
- L
- M
- N
- O
- P
- Q
- R
- S
- T
- U
- V
- W
- X
- Y
- Z

## Z
- Pierre-Paul Zalio (1966-) sociologue français
- Philippe Zarifian (1947-) sociologue français
- Jean Ziegler (1934) sociologue suisse à l’Université de Genève et à la Sorbonne
- Florian Znaniecki (1882 - 1958) sociologue américain et polonais

- Haut – A
- B
- C
- D
- E
- F
- G
- H
- I
- J
- K
- L
- M
- N
- O
- P
- Q
- R
- S
- T
- U
- V
- W
- X
- Y
- Z